# Isoglossa parviflora
Isoglossa parviflora är en akantusväxtart som beskrevs av Raymond Benoist. Isoglossa parviflora ingår i släktet Isoglossa och familjen akantusväxter. Inga underarter finns listade i Catalogue of Life.